# Seub Nakhasathien

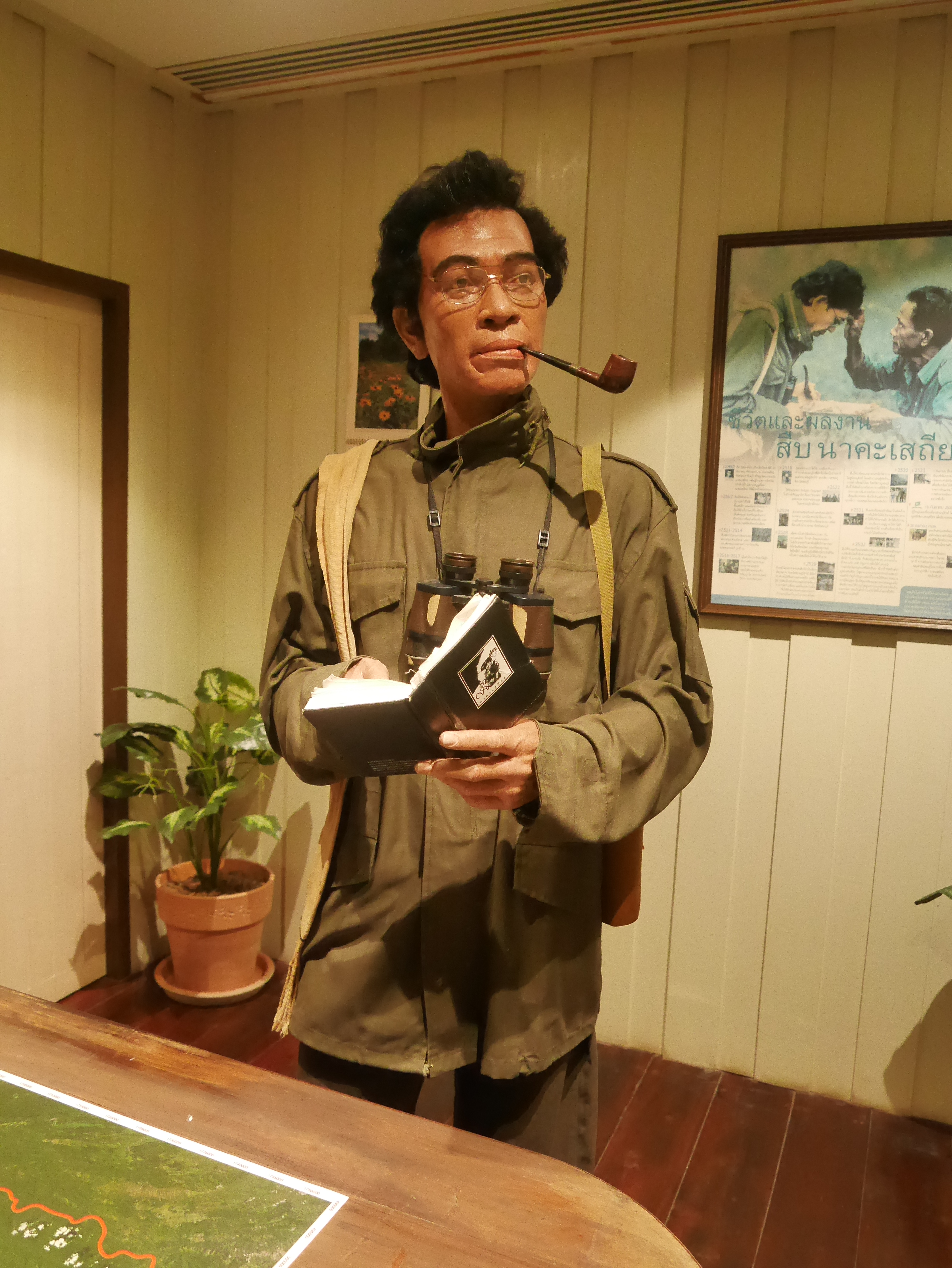
Seub Nakhasathien

Seub Nakhasathien (Thai สืบ นาคะเสถียร; geb. 31. Dezember 1948 oder 1949 in Prachin Buri; gest. 1. September 1990) war ein thailändischer Umweltschützer. Er setzte sich gegen wirtschaftlich motivierte Waldabholzungen in Thailand ein.

## Leben und Bedeutung
Nakhasathien absolvierte den Masterstudiengang Ressourcen- und Umweltschutz am University College London. Anschließend erarbeitete er einen UNESCO-Welterbe-Antrag, um ein Gebiet für Wildtiere unter Schutz zu stellen und die Wälder vor weiteren Schäden zu bewahren. Das Wildschutzgebiets Huai Kha Khaeng bietet Lebensraum für vom Aussterben bedrohte Arten. Nakhasathien war Leiter dieses Schutzgebietes. Im Jahr nach seinem Tod wurde das Gebiet zum UNESCO-Welterbe. 
Über seinen Tod existieren zwei Versionen: Einerseits soll er Suizid begangen haben, um dem Protest für den Naturschutz Aufmerksamkeit zu verleihen. Joachim Radkau nennt als zweite mögliche Todesursache einen Auftragsmord durch Holzfirmen.
Nach seinem Tod kam dem Waldschutz in Thailand eine höhere Bedeutung zu. Die Königliche Forstabteilung etablierte Aufforstungsprojekte und ging Rechtsbrüchen nach. Weiterhin wurde die Seub Nakhasathien Foundation gegründet, deren Ziel die Bewahrung von Naturreservaten und Wildschutzgebieten sowie bedrohten Arten ist. 